# Marius Lacrouze
Marius Lacrouze, né le 13 juin 1891 à Berzé-la-Ville (Saône-et-Loire)  et mort le 28 novembre 1917 à Villacoublay dans un accident d'avion, est un aviateur français. Il est enterré au cimetière de Charnay-lès-Mâcon,.

## Biographie
Scolarisé à Mâcon au lycée Lamartine où il effectua ses études secondaires, Marius Lacrouze, passionné de mécanique et d'aviation dès son plus jeune âge, obtint en août 1912 son brevet de pilote à l'école de pilotage d'Ambérieu-en-Bugey.
Audacieux, il se fit rapidement connaître dans le monde de l'aéronautique. Surnommé « le roi des loopers » en raison de ses multiples acrobaties, il participa à de nombreux meetings aériens, suscitant la vocation d'une autre célébrité mâconnaise, Bernard Barny de Romanet. Il traversa à plusieurs reprises la mer Méditerranée. En 1914, à Chalon-sur-Saône, il fut la vedette d'un meeting aérien où il stupéfia les spectateurs en simulant une panne avec pirouettes, boucles successives et sauts périlleux.
À la mobilisation, il fut nommé chef-pilote à l'école militaire d'Ambérieu-en-Bugey. Puis son expérience et son habileté l'appelèrent à Paris comme pilote d'essai à titre civil.
Marius Lacrouze trouva la mort à Villacoublay le 28 novembre 1917, à l'âge de vingt-six ans, alors qu'il essayait un avion de chasse à la demande de Louis Blériot. Atteignant les quatre cents mètres d'altitude, les ailes de son appareil se détachèrent du fuselage et il s'écrasa.

## Hommages
- Depuis 2013, il y a une rue Marius-Lacrouze à Charnay-lès-Mâcon[4].

- Il y a un passage Marius-Lacrouze à Ambérieu-en-Bugey.
- Il existe un rond-point Marius-Lacrouze à Charnay-lès-Mâcon[5] et un EHPAD privé.
- Marius Lacrouze est un personnage récurrent du cycle beaujolais des fabuleuses aventures de Jean et Henri [6]